# Hell Gate Bridge
Le Hell Gate Bridge est un pont ferroviaire traversant l'East River à New York. D'une longueur de 310 m et constitué d'une arche en acier, ce pont relie le Queens à Randall's Island et Ward's Island.

Ce pont est utilisé par diverses entreprises ferroviaires (Amtrak, Canadian Pacific, ...) ainsi que par le Metro-North Railroad.
Le Hell Gate est parallèle au pont Robert F. Kennedy (Triborough Bridge).
La conception du pont date du début du XXe siècle sous la conduite de Gustav Lindenthal. Les travaux ont été achevés le 30 septembre 1916. 
Il a été le plus long pont à arche en acier jusqu'en 1932, date de l'ouverture du pont de Bayonne.

## Source d'inspiration
- Le Hell Gate Bridge a inspiré les architectes  Mott, Hay et Anderson pour la conception du Tyne Bridge, pont reliant les villes de Newcastle upon Tyne et Gateshead, dans le nord de l'Angleterre.
- Il a également inspiré le célèbre Harbour Bridge de Sydney (Nouvelle-Galles du Sud, Australie), conçu par J.J.C. Bradfield, R. Freeman, G. Roberts et G.C. Imbault et qui traverse la baie de Sydney en reliant les rives Sud et Nord.

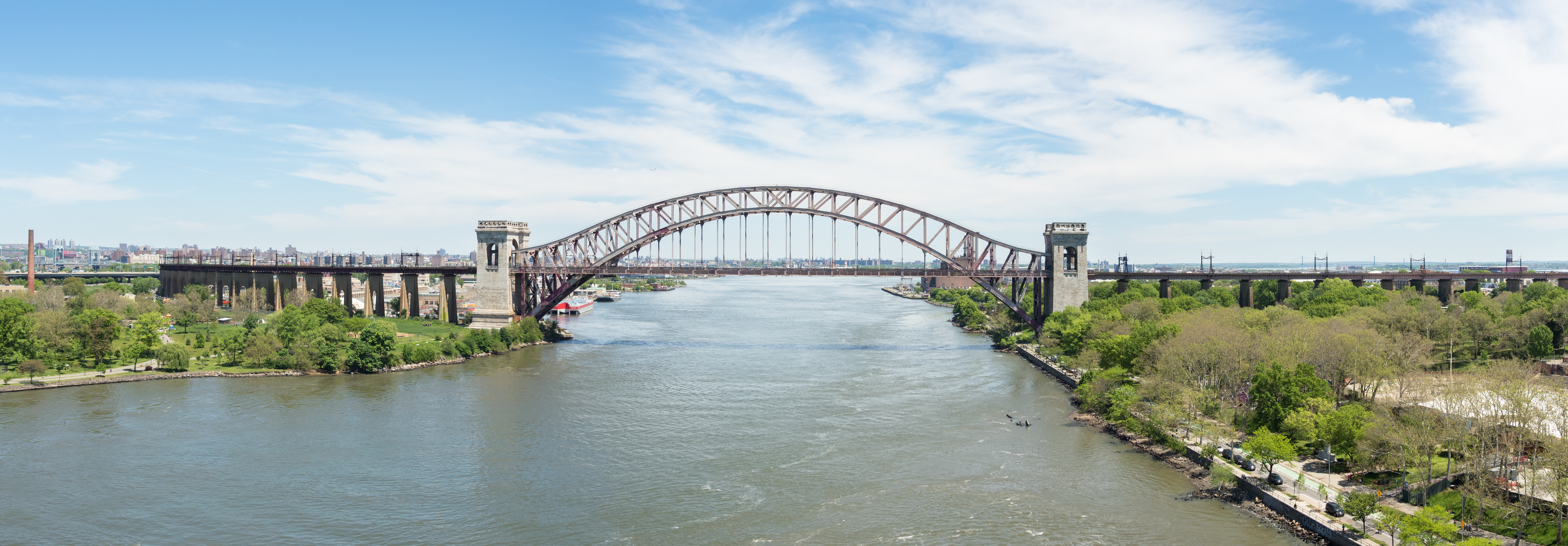
Le Hell Gate Bridge vu depuis le pont Robert F. Kennedy. Mai 2019.

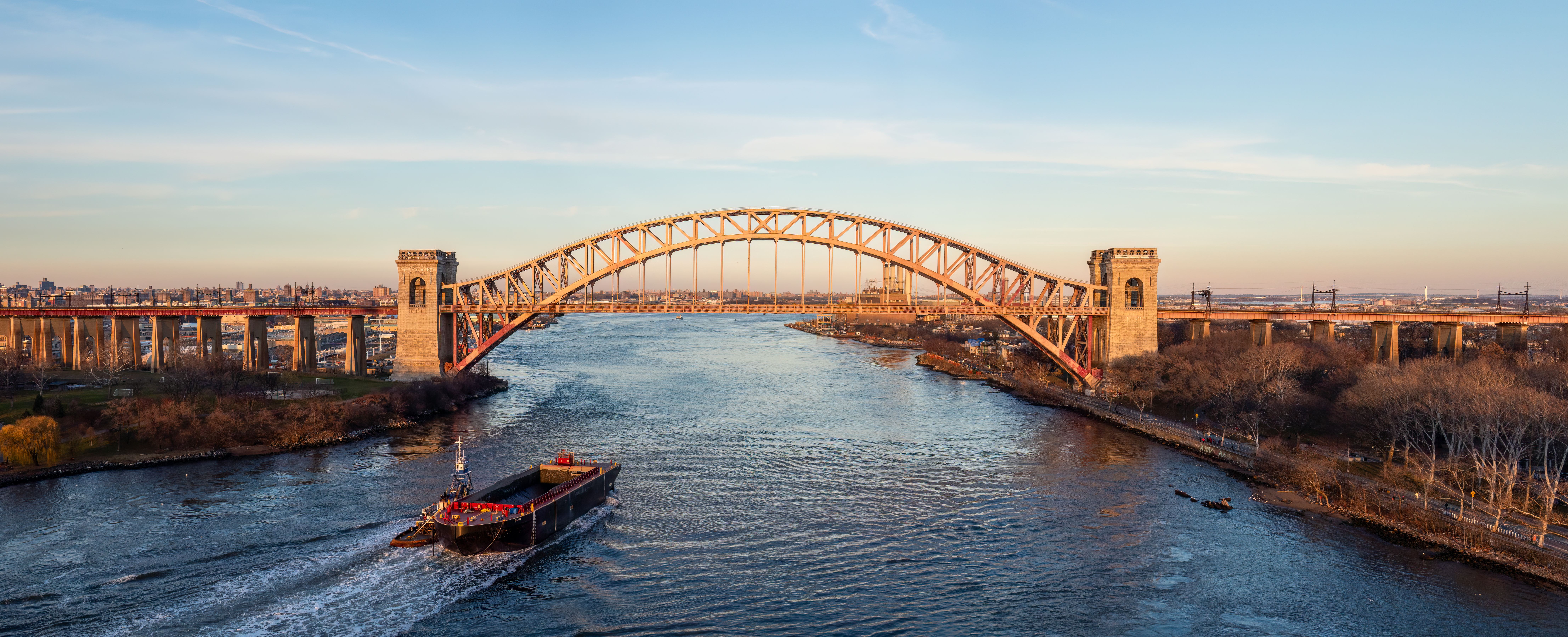
Le Hell Gate Bridge, un remorqueur passe dessous. Décembre 2023.